# Kenneth Toft-Hansen
Kenneth Toft-Hansen (født 1982 i Silkeborg) er en dansk kok, der i januar 2019 som den blot anden dansker vandt Bocuse d'Or, det uofficielle kokkeverdensmesterskab.
Han var elev på Munkebo Kro 2000-2004 og har siden arbejdet på en række fremtrædende spisesteder i Danmark. Han er for tiden forpagter af Svinkløv Badehotel, som han driver sammen med sin hustru Louise.
I sit arbejde som kok har Toft-Hansen benyttet 3D-printede forme, der har været udviklet i samarbejde med Teknologisk Institut.
Han har deltaget i EM og VM flere gange og vandt sølv ved EM 2014 og bronze i 2018. Ved Bocuse d'Or blev han i 2015 nummer 6, inden han i 2019 vandt guld. Han blev op til denne konkurrence coachet af den tidligere Bocuse d'Or-vinder, og medejer af den trestjernede Michelin Restaurant Geranium, Rasmus Kofoed.